# Philautus variabilis
Philautus variabilis és una espècie extinta de granota que va viure a Sri Lanka.